# Pekao Open 1997
Il Pekao Open 1997 è stato un torneo di tennis facente parte della categoria ATP Challenger Series nell'ambito dell'ATP Challenger Series 1997. È stata la 5ª edizione del torneo, e si è giocato a Stettino in Polonia dal 15 al 21 settembre 1997 su campi in terra rossa.

## Vincitori

### Singolare
Richard Fromberg ha battuto in finale  Nicolás Lapentti con il punteggio di 6–7, 6–4, 6–1.

### Doppio
Tom Kempers /  Daniel Orsanic hanno battuto in finale  Cristian Brandi /  Filippo Messori con il punteggio di 6–3, 7–5.